# Luchino Visconti (Señor de Milán)

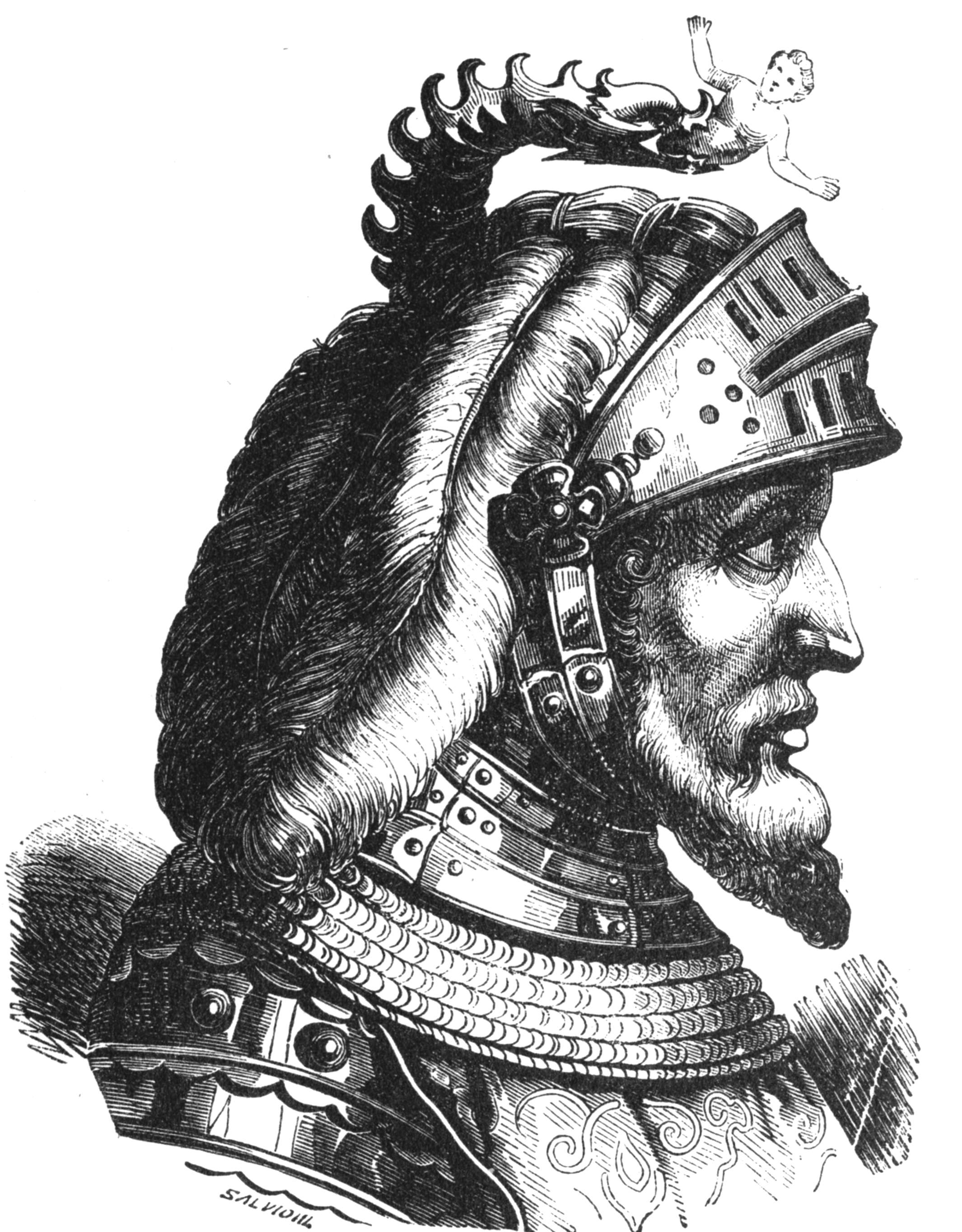
Luchino Visconti según un grabado del

Luchino Visconti (1287 o 1292 - Milán, 24 de enero de 1349) fue señor de Milán desde 1339 a 1349. También fue condotiero y señor de Pavía.

## Vida
En 1315 ya era señor de Pavía, y cinco años después era podestà de Vigevano, donde construyó un castillo cuyas ruinas aún se conservan. En 1323 fue excomulgado por herejía junto a toda su familia.
Fue co-señor de Milán junto a su sobrino Azzone Visconti y su hermano Giovanni hasta la muerte de Azzone en 1339. Luchino tomó parte en la importante batalla de Parabiago (20 de febrero de 1339) contra las tropas mercenarias de su primo Lodrisio Visconti. Esta batalla supuso una importante victoria y el final del problema sucesorio que representaba Lodrisio, que fue capturado y encarcelado en el castillo de San Colombano al Lambro.
Para asegurarles el gobierno a sus sobrinos Mateo, Bernabé, y Galeazzo, los hijos de Stefano Visconti, contrató un ejército de mercenarios que los apoyasen cuando él faltase. Pero mientras, y para no tenerlo parado, se lanzó a la conquista de Pisa. A la vez, le compraba Parma a Obizo III d'Este.
Luchino se casó tres veces: 
- Primero con Violante, hija de Tomás I de Saluzzo, marqués de Saluzzo.
- después con Caterina, hija de Obizzo Spínola.
- Y en 1349 con Isabella Fieschi, sobrina del papa Adriano V, con quien tuvo su único hijo legítimo: Luchino Novello.

Luchino Visconti fue un gran militar y un buen señor, pero destacó sobre todo por su crueldad. En una ocasión, en enero de 1349, descubrió a su esposa siéndole infiel, y la amenazó con un terrible castigo. Días después murió envenenado y la gente comenzó a apodar a su esposa Isabella del veleno (Isabella la del veneno).
A su muerte, sus sobrinos no tuvieron problemas para apartar a Luchino Novello de su heredad, ya que gracias a las múltiples infidelidades de Isabella consiguieron crear muchas dudas sobre su paternidad.
| Predecesor: Azzone Visconti | Señor de Milán 1339 - 1349 | Sucesor: Giovanni Visconti Mateo II Visconti Galeazzo II Visconti Bernabé Visconti |

- Datos: Q195825
- Multimedia: Luchino Visconti (died 1349) / Q195825